# Szewczenkowe (obwód charkowski)
Szewczenkowe (ukr. Шевченкове) – osiedle typu miejskiego w obwodzie charkowskim Ukrainy, siedziba władz rejonu szewczenkowskiego.

## Historia
Osada powstała w 1896 jako osiedle przy linii kolejowej (stacja Bułaceliwka).
W 1989 liczyło 7856 mieszkańców.
W 2013 roku liczyło 7100 mieszkańców.